# Gaius Vibius Pansa Caetronianus
Gaius Vibius Pansa Caetronianus, död i april 43 f.Kr., var en romersk konsul år 43 f.Kr. tillsammans med Aulus Hirtius, och en av Julius Caesars anhängare.

## Biografi
Gaius Vibius Pansa Caetronianus far och farfar hette också Gaius som praenomen, vilket är känt efter hur konsuln lät prägla sina mynt, men inget övrigt är känt om hans släkt bortsett från att hans far proskriberades av Sulla, Detta torde vara ett avgörande skäl till att Pansa sedan slöt upp bakom Julius Caesar, som han alltid skulle förbli trogen och få många statliga utmärkelser från.
År 51 f.Kr. var Pansa plebejernas tribun, ett år han också gick i opposition till optimaterna för deras aktioner mot Caesar. Under inbördeskriget mellan Caesar och Pompejus fick han inga högre poster i armén av Caesar, men utsågs till guvernör över Cisalpinska Gallien år 46 f.Kr. som efterträdare till Marcus Junius Brutus. Cicero skriver att hans avfärd från Rom avgick i december samma år. Han återkom året därefter, och blev år 43 f.Kr. tillsammans med Hirtius utsedd till konsul; båda nominerades till den befattningen av Caesar, som dock hade mördats innan de tillträdde befattningen. Båda avled 43 f.Kr., vid slaget i Mutina (Hirtius) respektive slaget vid Forum Gallorum (Pansa).